# Nachtveilchen-Polka
Nachtveilchen-Polka, op. 170, är en polkamazurka av Johann Strauss den yngre. Den framfördes första gången den 1 juli 1855 i danslokalen Ungers Casino i Wien.

## Historia
Polkamazurkan introducerades i Wien via Paris men det tog tid att etablera den nya dansformen. Bröderna Strauss anammade den nya dansen snabbt och sommaren 1855 komponerade Johann Strauss den yngre en polkamazurka som han kallade Nachtveilchen-Polka. Den var en stark kontrast till de sedvanliga glada valserna och humoristiska polkorna med sin melankoliska musik. Verket hade premiär den 1 juli 1855.
Nachtveilchen är det tyska namnet på blomman Hesperis, även kallas Trädgårdsnattviol.

## Om polkan
Speltiden är ca 3 minuter och 55 sekunder plus minus några sekunder beroende på dirigentens musikaliska tolkning.